# T.O.S. (Terminate On Sight)
Terminate On Sight je drugi studijski rap album skupine G-Unit. Prvi naziv je trebao bit "Locked and Loaded", pa je promijenjen u "Shoot to Kill", te u "Lock and Load", pa je konačno i službeno potvrđeno ime T.O.S. (Terminate On Sight). Dan izlaska albuma, 24. lipanj, isti je datum izlaska novog albuma pod nazivom L.A.X., bivšeg člana G-Unita The Game-a. 

## Singlovi
| #  | Naziv                           | Trajanje | Producent(i)                                  | Izvođač(i)          |
| -- | ------------------------------- | -------- | --------------------------------------------- | ------------------- |
| 1  | "Straight Outta Southside"      | 2:36     | Ron Browz                                     | G-Unit              |
| 2  | "Piano Man"                     | 3:21     | Tha Bizness                                   | G-Unit, Young Buck  |
| 3  | "Close To Me"                   | 4:18     | Dangerous LLC                                 | G-Unit              |
| 4  | "Rider Pt.2"                    | 2:49     | Rick Rock                                     | G-Unit, Young Buck  |
| 5  | "Casualties of War"             | 3:20     | Ky Miller                                     | G-Unit              |
| 6  | "You So Tough"                  | 3:47     | Ky Miller                                     | G-Unit              |
| 7  | "No Days Off"                   | 3:54     | Dual Output                                   | G-Unit, Young Buck  |
| 8  | "T.O.S. (Terminate on Sight)"   | 4:11     | Ty Fyffe                                      | G-Unit              |
| 9  | "I Like the Way She Do It"      | 3:56     | Stereo                                        | G-Unit, Young Buck  |
| 10 | "Kitty Kat"                     | 3:49     | Polow da Don                                  | G-Unit              |
| 11 | "The Party Ain't Over"          | 3:30     | Tha Bizness                                   | G-Unit, Young Buck  |
| 12 | "Let It Go"                     | 3:06     | Don Cannon                                    | G-Unit, Mavado      |
| 13 | "Get Down"                      | 3:48     | Swizz Beatz                                   | G-Unit, Swizz Beatz |
| 14 | "I Don't Wanna Talk About It"   | 4:36     | Jesse Corparal Wilson & Reginald "Regg" Smith | G-Unit              |
| 15 | "Ready or Not"                  | 3:39     | Jake One                                      | G-Unit              |
| 16 | "Money Make the World Go Round" | 4:14     | Ron Browz                                     | G-Unit              |

Singl "I Like the Way She Do It" moguće je preslušati na 50 Cent-ovom službenom MySpace-u ili na ThisIs50.com.